# Krążownik podwodny
Krążownik podwodny - znacznych rozmiarów okręt podwodny zaprojektowany do długotrwałego przebywania na morzu w znaczniej odległości od portu macierzystego. Krążowniki podwodne były z powodzeniem wykorzystywane w końcowej fazie I wojny światowej, jednakże wskutek rozwoju środków zwalczania okrętów podwodnych, nie odegrały znaczącej roli w II wojnie światowej, w której to lepsze okazały się mniejsze jednostki. Podstawową wadą tych jednostek była ich wielkość, która sprawiała, że stawały się one łatwym celem dla uzbrojonych statków handlowych. Ich powolne zanurzanie i duże echo radarowe powodowało, że stawały się także łatwym celem dla ataków lotniczych. Kiepska manewrowość i spore echo sonarowe utrudniały manewry obronne podczas ataków bombami głębinowymi.

## Historia
Koncepcja krążowników podwodnych zapoczątkowana została wraz ze wznowieniem w 1917 przez Cesarską Marynarkę Wojenną nieograniczonej wojny podwodnej nastawionej na wyniszczenie brytyjskiej floty handlowej a w konsekwencji zmuszenie Wielkiej Brytanii, wobec braku żywności i zasobów, do zawarcia pokoju. W tym celu trzy niemieckie okręty podwodne typu U 139 oraz siedem byłych podwodnych okrętów transportowych typu U 151 (każdy z tej dziesiątki uzbrojony był w 150 mm działo) rozpoczęły patrolowanie wód północnego Atlantyku w celu zatapiania brytyjskiej floty handlowej. Kluczem do sukcesu było przeniesienie działań na obszar poza zasięg eskorty, która mocno ograniczała działania podwodne wokół wysp brytyjskich. Kampania przeprowadzona przez krążowniki podwodne do maja 1917, kiedy to zaczęto organizować pierwsze eskortowane konwoje, okazała się sporym sukcesem. Tylko w lutym okręty podwodne zatopiły ponad 500 000 BRT, swój sukces kontynuując w marcu 500 000 BRT, kwietniu 860 000 BRT oraz w maju - ponad 700 000 BRT.
Po wojnie sukcesy niemieckich krążowników podwodnych na tyle zachęciły marynarki wojenne innych państw, że wszystkie liczące się mocarstwa morskie rozpoczęły w okresie międzywojennym budowę własnych prototypów. Koszt budowy tychże jednostek w odniesieniu do przewagi jaką oferowały był jednak zbyt wysoki, stąd większość z nich zaprzestało rozwoju tej klasy. Najszerszą gamę zaprojektowała Japonia budując okręty podwodne typu A, B i J. Z racji niskiej odporności jednostek na środki ZOP budowy tego typu jednostek zaniechano po zakończeniu drugiej wojny światowej.

## Przykładowe typy okrętów
| Nazwa    | Państwo    | Wyporność na powierzchni | Wyporność w zanurzeniu | Prędkość nawodna | Prędkość podwodna | Działa               | Wyrzutnie torpedowe | Załoga | Rok produkcji |
| -------- | ---------- | ------------------------ | ---------------------- | ---------------- | ----------------- | -------------------- | ------------------- | ------ | ------------- |
| Surcouf  | Francja    | 3200 t                   | 4300 t                 | 18,5 węzła       | b/d               | 2 działa 203 mm      | 12                  | 110    | 1934          |
| Typ B    | Japonia    | 2580 t                   | 3650 t                 | 23 węzły         | 8 węzłów          | 1 działo 140 mm      | 6                   | 94     | 1940          |
| HMS X1   | Royal Navy | 2425 t                   | 3600 t                 | 19,5 węzła       | 8 węzłów          | 4 działa kal. 133 mm | 6                   | 109    | 1926          |
| Typ K    | ZSRR       | 1720 t                   | 2095 t                 | 21,1 węzła       | 10,3 węzła        | 2 działa kl. 100 mm  | 10                  | 72     | 1940          |
| Typ IXD2 | III Rzesza | 1616 t                   | 1804 t                 | 19,25 węzła      | 7 węzłów          | 1 działo 105 mm      | 6                   | 57     | 1941          |